# 살 반도

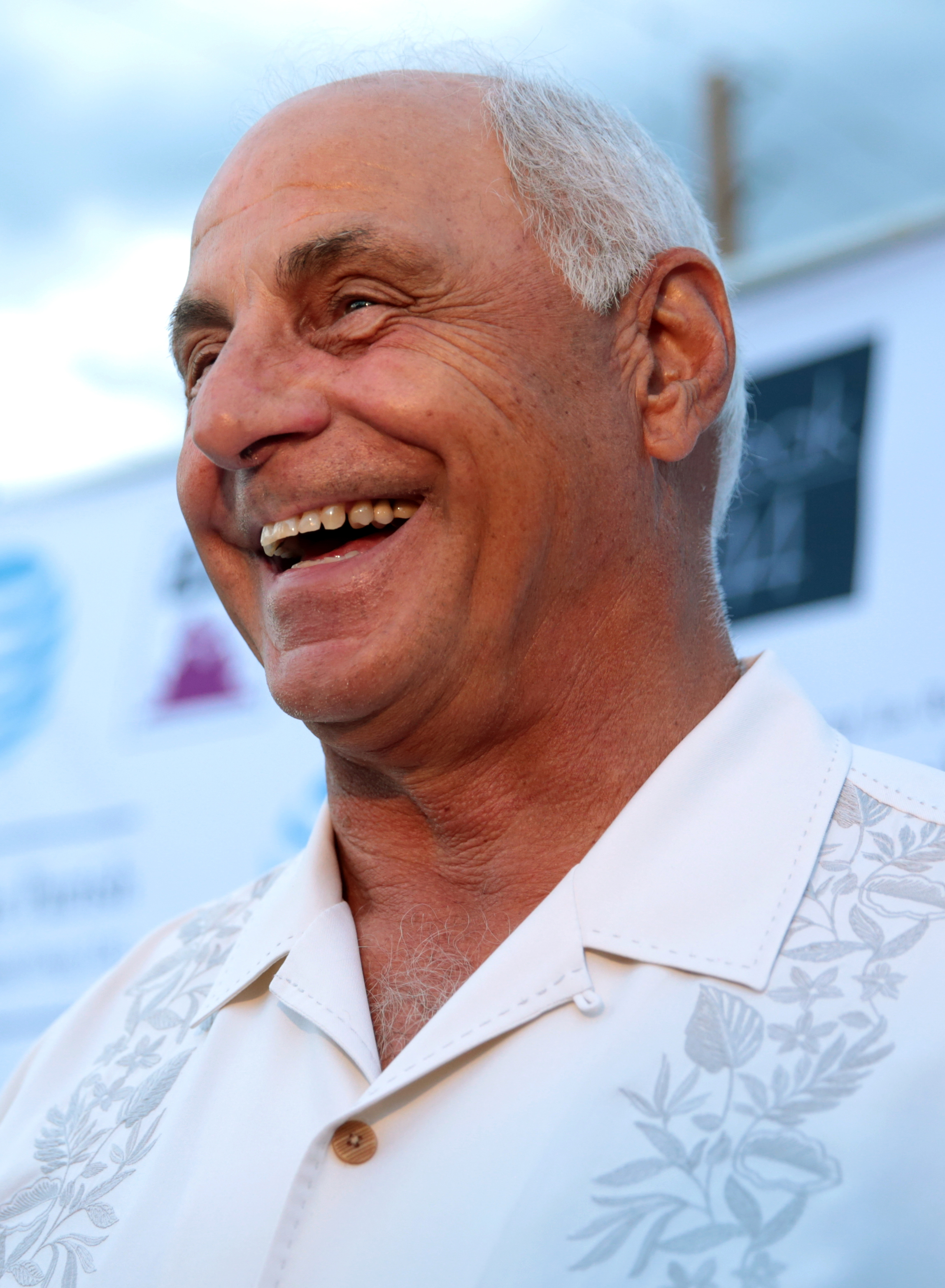
2017년 모습

살 반도(Sal Bando, 본명: 살바토레 레너드 반도, Salvatore Leonard Bando, 1944년 2월 13일 ~ 2023년 1월 20일)는 미국의 프로야구 선수이자 단장이었다. 1966년부터 1981년까지 메이저 리그 베이스볼에서 3루수로 활약했으며, 가장 두드러지게는 1972년부터 1974년까지 3년 연속 월드 시리즈 우승을 차지한 오클랜드 애슬레틱스 왕조의 팀 주장이었다.
4번의 올스타 선수인 반도는 8년 동안 평균 23홈런과 90타점을 기록했다. 반도는 동시대의 명예의 전당 3루수 브룩스 로빈슨에 의해 종종 가려졌지만, 반도는 1971년부터 1974년까지 아메리칸 리그(AL) 최우수 선수상 투표에서 2위, 3위, 4위를 차지했다. 밀워키 브루어스에서 선수 생활을 마감했다.
반도는 선수 생활을 마친 후 브루어스에서 특별 어시스턴트로 활동한 후 1991년 10월부터 1999년 8월까지 팀의 단장을 역임했다. 그는 2013년 미국 대학 야구 명예의 전당에 헌액되었고, 2022년 반도는 육상 명예의 전당에 헌액되었다.